# Тіттінг
Тіттінг (нім. Titting) — громада в Німеччині, розташована в землі Баварія. Підпорядковується адміністративному округу Верхня Баварія. Входить до складу району Айхштет.
Площа — 71,09 км2. Населення становить 2669 ос. (станом на 31 грудня 2020).